# 士九
士九，是台灣的傳統牌類遊戲(士應為"似", 類似牌九之意.)，用中國象棋棋子作推牌九，流行於鄉間與監獄，更生人表示台灣監所賭士九風氣很盛，每次輸贏都輒上十萬。

## 牌具
- 三十二枚中國象棋棋子 (必須具備蓋牌後難以作弊的外觀)。

## 牌規
- 四人遊戲。棋子混洗，棋面朝下分為八疊。每人輪流拿一疊，直到分完。
- 帥/將 是1點, 仕/士 2點, 相/象 3點, 俥/車 4點, 傌/馬 5點, 炮/包 6點, 兵/卒 7點, 帥將 之對為最大的「豹子」;
- 對子階級: 帥將 ＞ 仕仕 ＞ 士士＞ 相相 ＞ 象象 ＞ 俥俥 ＞ 車車 ＞ 傌傌 ＞  馬馬 ＞ 炮炮 ＞ 包包 ＞ 兵兵 ＞ 卒卒。(都要成雙同色才可稱"對"，唯帥將除外。)
- 其餘則同"推牌九"。